# Aeroportul Awar
Aeroportul Awar (IATA: AWR) este un aeroport din Madang Province⁠(d), Papua Noua Guinee.
aeroportul dispune de o singură pistă.